# 広峯15号墳
広峯15号墳（ひろみねじゅうごごうふん、広峰15号墳）は、京都府福知山市東羽合町にあった古墳。形状は前方後円墳。広峯古墳群を構成した古墳の1つ。出土品は国の重要文化財に指定されている。
景初四年銘鏡の発見で知られるが、現在では墳丘は失われている。

## 概要
京都府中部、福知山盆地中央南側において福知山市街地を広く望む丘陵最高地に築造された古墳である。一帯では本古墳を主墳とする古墳30数基（または約50基）からなる古墳時代初頭-中期の広峯古墳群の分布が知られたが、現在までにほとんどが消滅している。本古墳では調査時点で既に墳丘が大きく削平を受けていたが、1986年（昭和61年）に区画整理事業に先立って福知山市教育委員会による発掘調査が実施されている。
墳形は前方後円形で、前方部を西方に向けた。墳丘に段築はない。また墳丘表面で葺石・埴輪は認められていない。埋葬施設は後円部中央における木棺の直葬。長さ約10メートル・幅約4メートル（残存規模）の墓壙内において、長さ3.6メートル・幅0.7メートル（残存規模）の組合式の箱形木棺が検出されている。棺内面には朱が塗られていたほか、棺は主室・副室に二分され、主室からは銅鏡1枚が、副室からは管玉・鉄製品が検出された。特に銅鏡1枚には「景初四年（240年）」の銘が確認され、全国に10数面ある紀年銘鏡の1つとして貴重な例であるとともに、「景初四年」は非実在の年紀であるとして注目される。
この広峯15号墳は、古墳時代前期の4世紀後半頃の築造と推定される。由良川流域では最初期の前方後円墳に位置づけられるが、外表施設を欠き簡素な埋葬施設を使用するなど定型化が進んでおらず、紀年銘鏡の出土と合わせて当時の政治情勢を考察するうえで重要視される古墳になる。
出土品は1990年（平成2年）に国の重要文化財に指定された。現地の広峯古墳記念公園では、墳丘が4分の3の大きさで、埋葬施設が2.5分の1の大きさで再現されている。

## 墳丘
墳丘の規模は次の通り。
- 墳丘長：40メートル
- 後円部
  - 直径：25メートル
  - 高さ：3.5メートル
- 前方部
  - 幅：13メートル
  - 高さ：2メートル

墳丘は地山を削り出すことによって構築され、盛土は認められていない。

## 出土品
広峯15号墳からの出土品としては、特に木棺主室から出土した銅鏡が知られる。この銅鏡は盤龍鏡で、直径16.8センチメートルを測り、表面には反時計回りに
「景初四年五月丙午之日陳是作鏡吏人詺之位至三公母人詺之母子宜孫寿如金石兮」
の35文字の銘文が認められる。「景初」は魏の年号で、景初4年は240年になるが、改元されて正始元年となっているはずの非実在年紀になる。同笵鏡としては出土地不明の辰馬考古資料館所蔵鏡がある。なお、年紀を記した鏡（紀年銘鏡）は全国で10数面が知られるが、本鏡含めた多くが畿内中心部から離れた地域の小古墳で出土している。
その他の出土品は次の通り。
- 碧玉管玉 残欠共 2箇 - 木棺副室出土。
- 鉄剣 1口 - 木棺副室出土。長さ35.4センチメートル、幅3.1センチメートル。
- 鉄槍 1口 - 木棺側棚状施設出土。長さ37.1センチメートル、幅3.1センチメートル。
- 鉄斧 1箇 - 木棺副室出土。長さ11.3センチメートル、幅9.0センチメートル。
- 鉄鉇 1本 - 木棺副室出土。長さ19.0センチメートル、幅0.7センチメートル。

そのほか、木棺側棚状施設では革製品の痕跡も認められている。以上のうち主な出土品は一括して国の重要文化財に指定されている。

## 文化財

### 重要文化財（国指定）
- 京都府広峯十五号墳出土品 一括（考古資料） - 内訳は以下。所有者は福知山市。1990年（平成2年）6月29日指定[4]。
  - 盤龍鏡 1面 - 景初四年五月丙午の銘がある。
  - 碧玉管玉 残欠共 2箇
  - 刀剣類
    - 鉄剣 1口
    - 鉄槍 1口

  - 工具類
    - 鉄斧 1箇
    - 鉄鉇 1本

## 関連施設
- 福知山市郷土資料館（福知山市内記） - 広峯15号墳出土品の複製品等を展示。

## 関連文献
（記事執筆に使用していない関連文献）
- 『駅南地区発掘調査概要 -寺ノ段古墳群、広峯古墳群-（福知山市文化財調査報告書 第12集）』福知山市教育委員会、1987年。
- 『駅南地区発掘調査概要 -寺ノ段古墳群、広峯古墳群、広峯遺跡-（福知山市文化財調査報告書 第16集）』福知山市教育委員会、1989年。